# Бердиш Микола Миколайович
Бе́рдиш Мико́ла Микола́йович (нар. 26 грудня 1959, Вінниця) — український майстер декоративно-вжиткового мистецтва. Член Національної спілки художників України (2023)..

## Біографія
Народився 26 грудня 1959 року у Вінниці. Закінчив Вінницький будівельний технікум (1982) за фахом «Промислове та цивільне будівництво». Є засновником дизайн-студії «Berdysh Metall Art».

Мешкає в с. Круподеринці Погребищенської міської громадами Вінницької області.
Син — Бердиш Михайло Миколайович — також коваль.

## Творчість
Працює в галузі декоративно-прикладного мистецтва (ковальство, обробка металу). Учасник обласних, всеукраїнських та міжнародних ковальських фестивалів. Основні роботи: брама на Козацькій, «Символи» (2017), обеліск «За краще майбутнє» (2020), брама «Страсті Господні», «Лик Спасителя», «Агнець Божий», «Двері гробу Господнього» (2020).

Член НСХУ з 2023 р.